# John Frost (chartista)
John Frost (25. května 1784 Newport, Monmouthshire — 27. července 1877 Stapleton, Bristol) byl velšský vůdce britského chartistického hnutí proslulý vedením Newportského povstání.

## Soukromý život
Otec Johna Frosta, také John, provozoval hostinec „Royal Oak Inn“ v ulici Thomas Street v Newportu (dnes je přibližné místo na paměť narození Johna Frosta označeno modrou tabulkou, která je umístěna na boku staré pošty v dnešní ulici High Street). Jeho matka Sarah zemřela na počátku jeho dětství a malého Johna Frosta tak vychovávali zejména jeho prarodiče. Dědeček byl švec a John byl nejprve učněm u něj, ale později pak šel odešel do učení k výrobci drapérií z mykané příze a stal se krejčím. Nejdříve pracoval v Cardiffu, pak v Bristolu a později v Londýně. Ve svých politických inklinacích se nechal ovlivnit názory Thomase Paineho a Williama Cobbetta.
V roce 1806 se vrátil do Newportu a založil zde vlastní živnost, v které se mu dařilo. V roce 1812 se oženil s vdovou Mary Geachovou a během následujících jedenácti let se jim narodilo osm dětí.

## Politická kariéra
V roce 1821 se dostal John Frost do sporu ohledně závěti svého strýce s newportským solicitátorem Thomasem Protherem, který byl zároveň obecním úředníkem. Frost písemně Prothera obvinil, že je zodpovědný za vypuštění Froste ze zmíněné závěti. Prothero žaloval Frosta za pomluvu a Frost dostal nakázáno vyplatit mu 1000 liber. Frost pak obvinil Prothera z profesního pochybení. Poté ho Prothero opět zažaloval za pomluvu a opět vyhrál. V únoru 1823 byl Frost poslán na půl roku do vězení a bylo mu jasně sděleno, že další obvinění vůči Protherovi by skončily delším vězením.
Po svém propuštění Frost obrátil svůj vztek proti Protherovým přátelům a obchodním partnerům, zejména siru Charlesu Morganovi z Tredegar House, který patřil v rámci jižního Walesu k významným průmyslníkům a majitelům půdy. V pamfletu z roku 1830 obviňuje Morgana ze špatného zacházení s jeho pracovníky a jako řešení, které má dohnat Morgana a podobné k zodpovědnosti, navrhuje reformu volebního systému. Na počátku třicátých let se už Frost etabluje jako jeden z obhájců všeobecného volebního práva.
Jako jeden z prominentních chartistů je v roce 1835 zvolen newportským konšelem, stal se komisařem pro rozvoj a v následujícím roce dokonce starostou Newportu. Jeho agresivní přístup a zvolení delegátem na konvent chartistů v roce 1838 probudilo jeho staré nepřátele a tak byl v dalším roce přinucen rezignovat.

## Dopis lordu Russellovi
Vzhledem k neustávajícímu aktivismu ho ministr vnitra John Russell zbavil další jeho funkce totiž Justice of Peace. Jako odpověď poslal Frost z chartistického shromáždění v Pontypoolu Russellovi velmi otevřený dopis, který předjímá ozbrojený konflikt se zavedeným pořádkem. Frost sám ovšem patřil k těm z vůdců, kteří chtěli začátek spíš odložit. Koncem října už velšští chartisté v Monmouthshiru pořádali každodenní setkání, aby podnítili revoluci. Podle záznamů Frost propukl v pláč, když už bylo jasné, že se nepodaří povstání dále odkládat, přestože on sám pochyboval o jeho úspěchu. Třicetičlenná konference se nakonec rozhodla pro začátek povstání 3. listopadu.

## Newportské povstání
Frost sám vedl 3. listopadu pochod chartistů na Westgate Hotel v Newportu. Smysl tohoto cíle není zřejmý. Je možné, že důvodem bylo Frostovo nepřátelství k některým představitelům režimu, kteří byli v hotelu společně s šedesáti ozbrojenými vojáky. Je také možné, že Frost dal zkrátka volný průchod násilnické náladě, která ovládala některé z chartistů. Organizovanost chartistů ve východním Walesu utrpěla těžkou ránu po zatčení Henryho Vincenta, hlavního agitátora, který byl uvězněn v Monmouthu, a Frost možná ani neměl možnost fakticky kontrolovat dělníky ovládané emocemi.
Pochod začal v údolních městech na Newportem a když vcházel do Newportu, čítal na tři tisíce lidí. Podle plánu měli povstalci vstoupit do města ve třech skupinách ze tří stran a ovládnout je ještě před svítáním. Oddíl směrem od Blackwoodu vedl Frost, oddíl směrem od Nantyglo vedl Williams a hlavní oddíl od Pontypoolu vedl Jones. Podle původního plánu se měly sejít všechny oddíly v Risca, ale celou noc zuřila bouře a všechny oddíly nabraly zpoždění. Díky tomuto zpoždění se úředníci stihli dovtípit, co se děje a rychle se připravit na útok. Byli zatčeni známí chartisté z města a zavřeni v hotelu Westgate, a také byly narychlo přijati zvláštní konstáblové. Frostův oddíl dorazil k hotelu v 9.30 dopoledne a u dveří se začal dovolávat propuštění vězňů. Došlo k oboustranné přestřelce, jejíž stopy jsou na zdech hotelu patrné ještě dnes. Chartistů bylo sice víc, ale byli strategicky v nevýhodné pozici, měli horší zbraně a scházel jim výcvik. Při přibližně dvacetiminutové přestřelce jich dvacet zemřelo a padesát bylo zraněno. Pak se chartisté stáhli, spojili se s oddílem Williamse a za městem i s oddílem Jonese. Podle odhadů jich bylo dohromady osm až dvacet tisíc, přičemž vyšší odhad pochází od jejich stoupence.

## Odpověď úřadů
Během krátké doby byly všichni tři chartističtí velitelé a dalších 150 chartistů zatčeni. Na základě šeptandy, že dalším cílem povstalců bude 5. listopadu Cardiff, se tamní úřednici pustili do náboru zvláštních konstáblů, do budování vojenských opevnění a dokonce přizvali k obraně města posádku amerického plavidla z přístavu. Po newportském povstání se ovšem velšská města uklidnila a žádný útok na Cardiff nepřišel.

## Proces a tresty
Frost byl po uvěznění obviněn z velezrady a počátkem roku 1840 souzen společně s Williamem Jonesem a Zephaniahem Williamsem v Shire Hall v Monmouthu. Všichni tři byli shledáni vinnými a stali se posledními muži, kteří byli ve Spojeném království odsouzeni k smrti „zabití oběšením, vykucháním a rozčtvrcením“. Na jejich obranu vystoupili ostatní chartisté a zaplatili jim jednoho z nejlepších soudobých právníků Fredericka Pollocka. Na nátlak veřejnosti prodiskutoval rozsudky kabinet a 1. února oznámil tehdejší premiér lord Melbourne, že se tresty zmírňují na doživotní pobyt v trestanecké kolonii.
Po příjezdu do Tasmánie byl Frost okamžitě odsouzen k dvěma letům tvrdé práce, neboť se nevhodně vyjadřoval o lordu Johnu Russellovi. Tři roky pak pomáhal v místním obchodě, pak pracoval osm let jako učitel a pak mu bylo povoleno kolonii opustit.
Chartisté v Británii se nepřestali snažit o jeho propuštění. Thomas Duncombe promluvil o jeho případu ve sněmovně, ale jeho pokus v roce 1846 byl neúspěšný. Duncombe se ovšem nevzdal a v roce 1854 přesvědčil premiéra, lorda Aberdeena, aby Frosta propustil s podmínkou, že se nesmí vrátit do Británie. Frost se rozhodl odjet do Spojených států amerických kde spolu se svou dcerou cestoval a přednášel o nespravedlivém britském státním zřízení.

## Pozdější život
V roce 1856 byla zrušena i dodatečná podmínka a Frost se okamžitě vydal zpět do Británie, kde přistál v Bristolu. Konec života strávil v Stapletonu a až do své smrti pokračoval v psaní článků obhajujících reformu systému. Zemřel roku 1877 ve věku 93 let. Je pohřben v Horfieldu, kde byl k jeho hrobu dán koncem osmdesátých let dvacátého století nový náhrobní kámen za přítomnosti tehdejšího vůdce labouristické strany Neila Kinnocka.